# Malala Jusafzaj
Malala Jusafzaj (urdujsko ملالہ یوسفزئی‎; paštunsko ملاله یوسفزۍ [məˈlaːlə jusəf ˈzəj]), pakistanska aktivistka, * 12. julij 1997, Mingora, Pakistan.
Malala Jusafzaj je pakistanska aktivistka za pravico do izobraževanja žensk in najmlajša dobitnica Nobelove nagrade. Najbolj znana je po boju za človekove pravice, predvsem pravice do izobraževanja in pravic žensk v rodni dolini Svat v severozahodni pakistanski provinci Khyber Pakhtunkhwa, kjer je lokalna talibanska vlada večkrat prepovedala deklicam izobraževanje v šolah. Upor Jusafzajeve je prerasel v svetovno gibanje.
Njena družina vodi verigo šol v regiji. V začetku leta 2009, ko je bila stara enajst let, je pisala blog pod psevdonimom za BBC, v katerem je opisovala življenje pod talibansko okupacijo, njihove poskuse prevzema nadzora nad dolino in svoje poglede na spodbujanje izobraževanja deklic v dolini Svat. Poleti istega leta je novinar New York Timesa Adam B. Ellick posnel dokumentarni film o njej in njenem življenju ob posredovanju pakistanske vojske v regiji. Jusafzajeva je postajala vse bolj znana v javnosti po seriji intervjujev za tiskane medije in televizijo ter nominacijo za Mladinsko nagrado za mir s strani južnoafriškega aktivista Desmonda Tutuja.
9. oktobra 2012 je bila na šolskem avtobusu napadena s strelnim orožjem. Napadalec je vprašal za njeno ime, nato pa proti njej usmeril pištolo in trikrat ustrelil. Jusafzajevo je ena od krogel zadela v levo stran čela. V dneh po napadu je bila nezavestna in v kritičnem stanju, kasneje pa je toliko okrevala, da so jo premestili v bolnišnico Kraljice Elizabete v Birmingham na rehabilitacijo. 12. oktobra je skupina petdesetih pakistanskih muslimanskih klerikov razglasila fatvo proti napadalcem, toda Talibani so ponovili naklep po uboju Jusafzajeve in njenega očeta Ziauddina. Poskus umora je povzročil veliko narodno in mednarodno podporo. Deutsche Welle je januarja 2013 zapisal, da je Jusafzajeva verjetno postala »najbolj znana najstnica na svetu.« Odposlanec Združenih narodov za izobraževanje Gordon Brown je v imenu Jusafzajeve začel s peticijo za pravico vseh otrok na svetu do izobraževanja do konca leta 2015; pripomogla je k sprejetju pakistanskega prvega zakona o pravici do izobraževanja.
V letih 2013, 2014 in 2015 jo je revija Time uvrstila med sto najvplivnejših ljudi na svetu. Prejela je pakistansko prvo Mladinsko nagrado za mir in leta 2013 nagrado Saharova. Julija istega leta je spregovorila na sedežu Združeni narodov o pravici do izobraževanja po celem svetu, oktobra pa ji je kanadska vlada podelila Častno kanadsko državljanstvo. Leta 2014 je bila nominirana za Svetovno mladinsko nagrado na Švedskem. Čeprav se je borila na pravice žensk, kot tudi pravice otrok, se leta 2014 za Forbes ni opisala kot feministka. Toda leta 2015 se je premislila, ko je slišala govor Emme Watson v Združenih narodih za kampanjo HeForShe. Maja 2014 je prejela častni doktorat University of King's College iz Halifaxa. Kasneje istega leta je skupaj z Kajlašem Satjartiem prejela Nobelovo nagrado za mir za borbo proti zatiranju otrok in mladine v pravici do izobraževanja. S starostjo sedemnajstih let je postala najmlajša Nobelova nagrajenka vseh časov. Dokumentarni film o njej He Named Me Malala je bil leta 2015 predlagan za filmsko nagrado oskar.